# Chácara Rosane
Chácara Rosane è un sito archeologico, sito nel quartiere di Vicente Fialho a São Luís, nello stato di Maranhão in Brasile, dove sono stati ritrovati 43 fossili umani risalenti a 6.000 anni fa.

## Descrizione
Nel 2020 nella città di São Luís, sulla costa settentrionale del Brasile, sono stati trovati scheletri di Homo sapiens datati a circa 6.000 anni fa. La datazione deve essere confermata, potendo essere retrodata dalle ulteriori analisi commissionate a laboratori statunitensi.
Il ritrovamento è stato fatto casualmente da degli operai durante lavori edili; questo, oltre ai resti di 43 individui, ha restituito frammenti di oltre 100.000 oggetti (ceramiche, strumenti in pietra e osso, conchiglie e carbone), relativi a quattro distinte epoche di insediamento, attribuibili al popolo dei Sambaquieiros.
Wellington Lage, il responsabile degli scavi, ha riportato come, sulla base delle prime analisi, gli individui fossero bassi di statura, e avessero svolto attività fisiche faticose, come dimostrano i segni sulle ossa, probabilmente causati dal trasporto di carichi pesanti.
Secondo gli archeologi, che proseguono con le attività di scavo, il sito promette di dare alla luce altri reperti, dato che quanto ad oggi ritrovato si trova in uno strato superficiale del terreno.